# Borislav Ivkov
Borislav Ivkov (en cyrillique serbe : Борислав Ивков), né le 12 novembre 1933 à Belgrade et mort le 14 février 2022, dans la même ville, est un grand maître yougoslave puis serbe du jeu d'échecs.
Il a été champion du monde junior en 1951. Il a remporté le championnat de Yougoslavie en 1958 (ex æquo) et en 1972. Il a été candidat au championnat du monde d'échecs en 1965 et a joué dans quatre tournois interzonaux ensuite : en 1967, 1970, 1973 et 1979. Ivkov a représenté la Yougoslavie à 12 reprises aux olympiades d'échecs de 1956 à 1980, et six fois en championnat d'Europe par équipe. Ivkov a gagné pratiquement deux douzaines de tournois de haut niveau dans sa carrière. Parmi ses succès remarquables on trouve Mar del Plata 1955, Buenos Aires 1955, Beverwijk 1961, Zagreb 1965, Sarajevo 1967, Amsterdam 1974 (tournoi IBM), et Moscou 1999. Pendant plus de 15 ans, à partir du milieu des années 1950, il a été le 2e joueur yougoslave, après Svetozar Gligorić. Il reste actif en tournoi jusqu'à l'âge de 73 ans, où il participe à l'Open du Canada 2007.

## Biographie

### Maître national, Champion du monde junior
Borislav Ivkov remporte le titre de maître national en 1949 à l'âge de 16 ans, en se classant 4e-7e au championnat de Yougoslavie à Zagreb, avec 11/19, le champion étant Gligorić. Ivkov participe à son premier tournoi international à Bled en 1950, remporté par Miguel Najdorf, il finit à la 5e place avec 7,5/14. Dans ce tournoi où figurent les meilleurs joueurs de l'époque, Ivkov obtient des victoires contre Herman Pilnik, Milan Vidmar, et Vasja Pirc. Après ce début remarquable, il est sélectionné pour représenter la Yougoslavie dans les matchs par équipes contre les États-Unis et les Pays-Bas en 1950 et contre la RFA en 1951.
Borislav Ivkov remporte le premier championnat du monde junior à Birmingham. Il continue de progresser avec deux prestations aux championnats yougoslaves : à Sarajevo 1951 il est 10e-12e avec 9,5/19 (le champion est alors Braslav Rabar) et à Belgrade en 1952 il partage la 7e place avec 10/19 (le vainqueur est Petar Trifunović). À Opatija 1953, Ivkov marque 10/17 et partage la 4e place (vainqueur : Aleksandar Matanović). En 1953, il peut encore concourir pour le championnat du monde junior à Copenhague, où il remporte le préliminaire avec 7/9 mais marque seulement 3,5/7 dans la finale, où il finit 3e ex æquo derrière Óscar Panno et Klaus Darga.

### L'ascension rapide
Borislav Ivkov partage la 4e-5e place à Belgrade 1954 avec 11,5/19, le plus fort tournoi en date et le premier à accueillir des joueurs soviétiques après la fin de la Seconde Guerre mondiale. Le vainqueur en est David Bronstein. Ivkov remporte le titre de maître international.
Borislav Ivkov accède à l'élite mondiale avec deux brillants résultats dans de forts tournois en Argentine. Il gagne à Buenos Aires 1955 avec 13/17, devant Gligorić, Pilnik, et László Szabó. Il remporte ensuite Mar del Plata 1955 avec 11,5/15, devant Najdorf, Gligorić, Szabo et Luděk Pachman. Au championnat de Yougoslavie à Novi Sad en 1955, il obtient son meilleur résultat jusqu'alors avec une 3e-4e place et 10,5/17, le vainqueur est Nikola Karaklajić. À Zagreb 1955, il est 2e-3e avec Matanovic avec 12,5/19, le vainqueur est Vassily Smyslov. Ivkov obtient le titre de grand maître international en 1955.
Au tournoi de Hastings 1955/1956, Borislav Ivkov finit 3e avec 6,5/9 derrière Viktor Kortchnoï et Friðrik Ólafsson. Il représente la Yougoslavie à l'Olympiade étudiante d'Uppsala en 1956, au 2e échiquier il marque 5/9 (+2 =6 -1), et la Yougoslavie remporte la médaille de bronze. À la suite de ses prestations de 1956, Ivkov atteint son « classement historique » de 2 715 en octobre de cette année, il était le 9e joueur du monde à cette époque. Il reste dans le top 40 mondial pendant 20 ans, de mars 1955 à mai 1975.

### Le pilier de l'équipe nationale aux olympiades

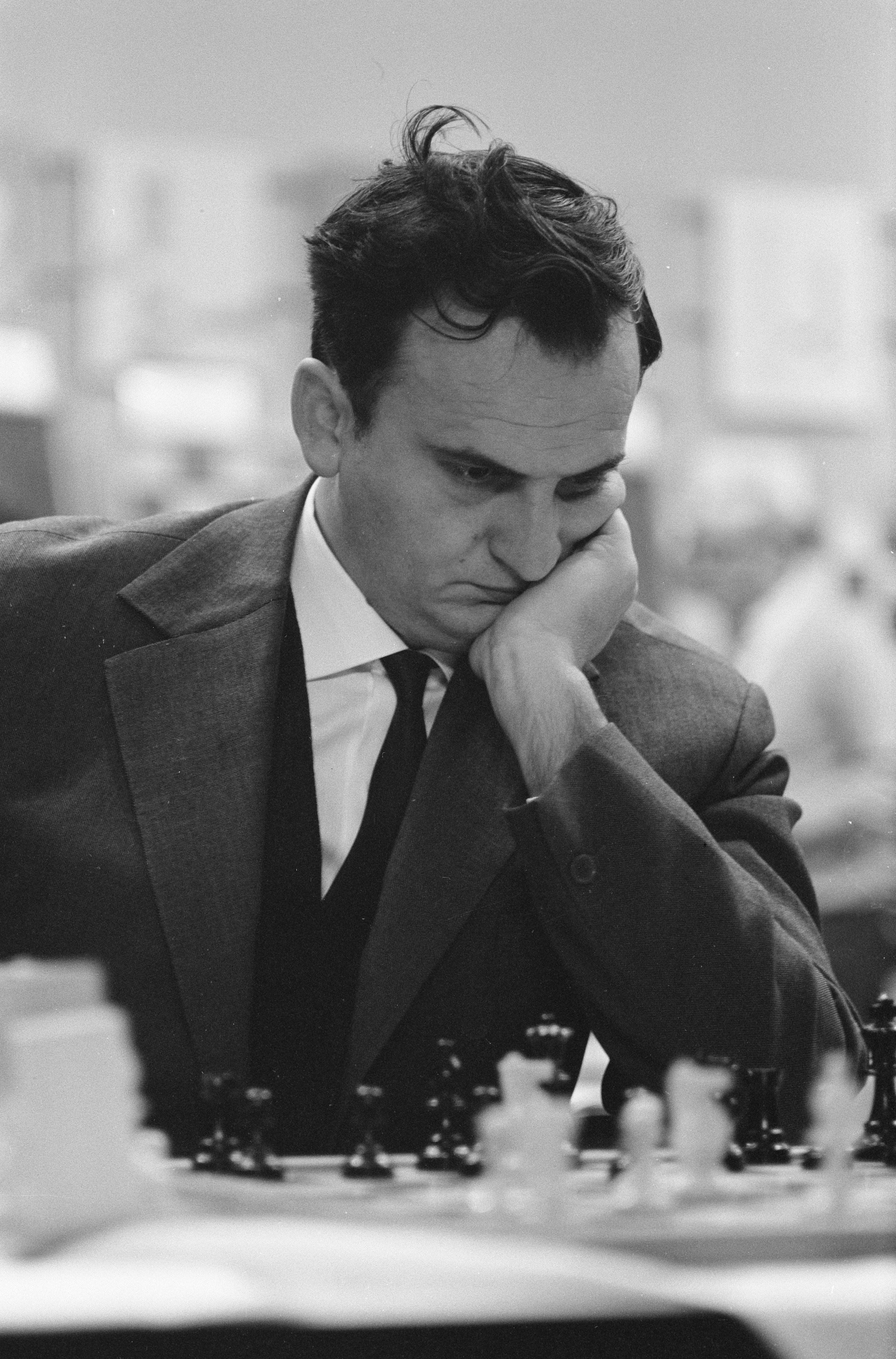
Borislav Ivkov en 1963.

Borislav Ivkov remporte la première de ses 12 sélections en équipe nationale pour les Olympiades en 1956, et il reste membre de l'équipe nationale jusqu'en 1980. À cette époque, la Yougoslavie était généralement dans les trois premières équipes mondiales. Il remporte un total de 10 médailles par équipe et de 5 médailles individuelles au long de sa carrière. Au total, son score aux olympiades est de +82 =76 -13 soit 70 %, et ses 15 médailles constituent un record pour un joueur non soviétique.
- Moscou 1956 : 3e échiquier, 12/16 (+9 =6 -1), médaille d'argent à l'échiquier, médaille de bronze par équipe;
- Munich 1958 : 3e échiquier, 9,5/15 (+7 =5 -3), médaille d'argent par équipe;
- Leipzig 1960 : 3e échiquier, 12/16 (+9 =6 -1), médaille de bronze à l'échiquier, médaille de bronze par équipe;
- Varna 1962 : 4e échiquier, 13,5/16 (+11 =5 -0), médaille d'or à l'échiquier[2], médaille d'argent par équipe;
- Tel Aviv 1964 : 2e échiquier, 11,5/16 (+8 =7 -1), médaille d'argent par équipe;
- La Havane 1966 : 2e échiquier, 10/15 (+8 =4 -3);
- Lugano 1968 : 2e échiquier, 9/14 (+5 =8 -1), médaille d'argent par équipe;
- Siegen 1970 : 2e échiquier, 10/13 (+7 =6 -0), médaillé d'or à l'échiquier, médaille d'argent par équipe;
- Skopje 1972 : 2e échiquier, 12/18 (+6 =12 -0), médaille de bronze par équipe;
- Nice 1974 : 3e échiquier, 12/17 (+8 =8 -1), médaille d'argent à l'échiquier, médaille d'argent par équipe;
- Buenos Aires 1978 : 4e échiquier, 3/7 (+1 =4 -2);
- La Vallette 1980 : 2e échiquier, 5,5/8 (+3 =5 -0), médaille de bronze par équipe.

Borislav Ivkov a fait sa première apparition au championnat d'Europe par équipe dans sa première édition à Vienne en 1957, et il est sélectionné à cinq autres reprises. Il remporte quatre médailles par équipe et une médaille individuelle. Selon Olimpbase, son total aux championnats d'Europe est +10 =29 -4 soit 57 %.
- Vienne 1957: 3e échiquier, 3,5/6 (+2 =3 -1), médaille d'argent par équipe;
- Hambourg 1965: 1er échiquier, 5/10 (+2 =6 -2), médaille d'argent par équipe ;
- Kapfenberg 1970: 2e échiquier, 4/7 (+2 =4 -1) ;
- Bath 1973: 2e échiquier, 4,5/7 (+2 =5 -0), médaille d'or individuelle, médaille d'argent par équipe ;
- Moscou 1977: 6e échiquier, 4/7 (+1 =6 -0), médaille de bronze par équipe ;
- Skara 1980: 3e échiquier, 3,5/6 (+1 =5 -0).

### Championnat de Yougoslavie, tournois internationaux (1957-1964)
Borislav Ivkov manque de peu le titre de champion de Yougoslavie à Sombor en 1957 quand il marque 14/22 pour partager la 2e-4e place derrière Gligorić. Il ne se qualifie pas au tournoi zonal de Wageningue en marquant 8,5/17 et finissant à la 9e place. Il remporte cependant le championnat national en 1958 à Sarajevo 1958, partageant le titre avec Gligorić avec 12,5/19. Cette victoire marque le début d'une série de premières places en tournoi. Il gagne à Sarajevo 1958 avec 7/11, à Belgrade 1959 avec 9/11 et 2,5 points d'avance sur le 2e. À Dresde, face à une rude opposition, il finit 3e-4e avec 10/15 derrière Efim Geller et Mark Taimanov. En 1959, Ivkov partage la première place à Lima avec Luděk Pachman avec 10,5/13, et à nouveau à Santiago du Chili avec Pachman. À Mar del Plata 1959, il partage la 3e-4e place avec Bobby Fischer, derrière Pachman et Najdorf.
Il remporte le tournoi de Beverwijk 1961 ex æquo avec Bent Larsen avec 7,5/9. À Belgrade 1962, il est 2e avec 8/11 derrière Gligorić. À La Havane en 1962 (mémorial Capablanca), Ivkov marque 14,5/12 mais ne termine qu'à la 6e place. Ivkov se qualifie au tournoi zonal de Halle pour son premier tournoi interzonal de l'année suivante. À Halle, il finit 3e-4e avec 12/19, et se défait de Karl Robatsch 2-0 dans un match de départage. À Beverijk 1963, il est 3e-5e avec 11/17.
Borislav Ivkov remporte son deuxième titre national à Zenica en 1963 avec 15/21, avec Mijo Udovčić. À La Havane (mémorial Capablanca) 1963, il obtient un bon résultat de 15,5/21 mais il ne lui vaut que la 5e-6e place, loin derrière Viktor Kortchnoï. Ivkov partage la 2e-3e place à Belgrade 1964 avec 11,5/17 derrière Boris Spassky. Au tournoi de Beverwijk 1964, il est 4e avec 10/15 derrière Paul Keres et Iivo Neï. À Sarajevo 1964, il finit 3e avec 9,5/15, derrière Lev Polougaïevski.

### Candidat au championnat du monde (1964-1979)

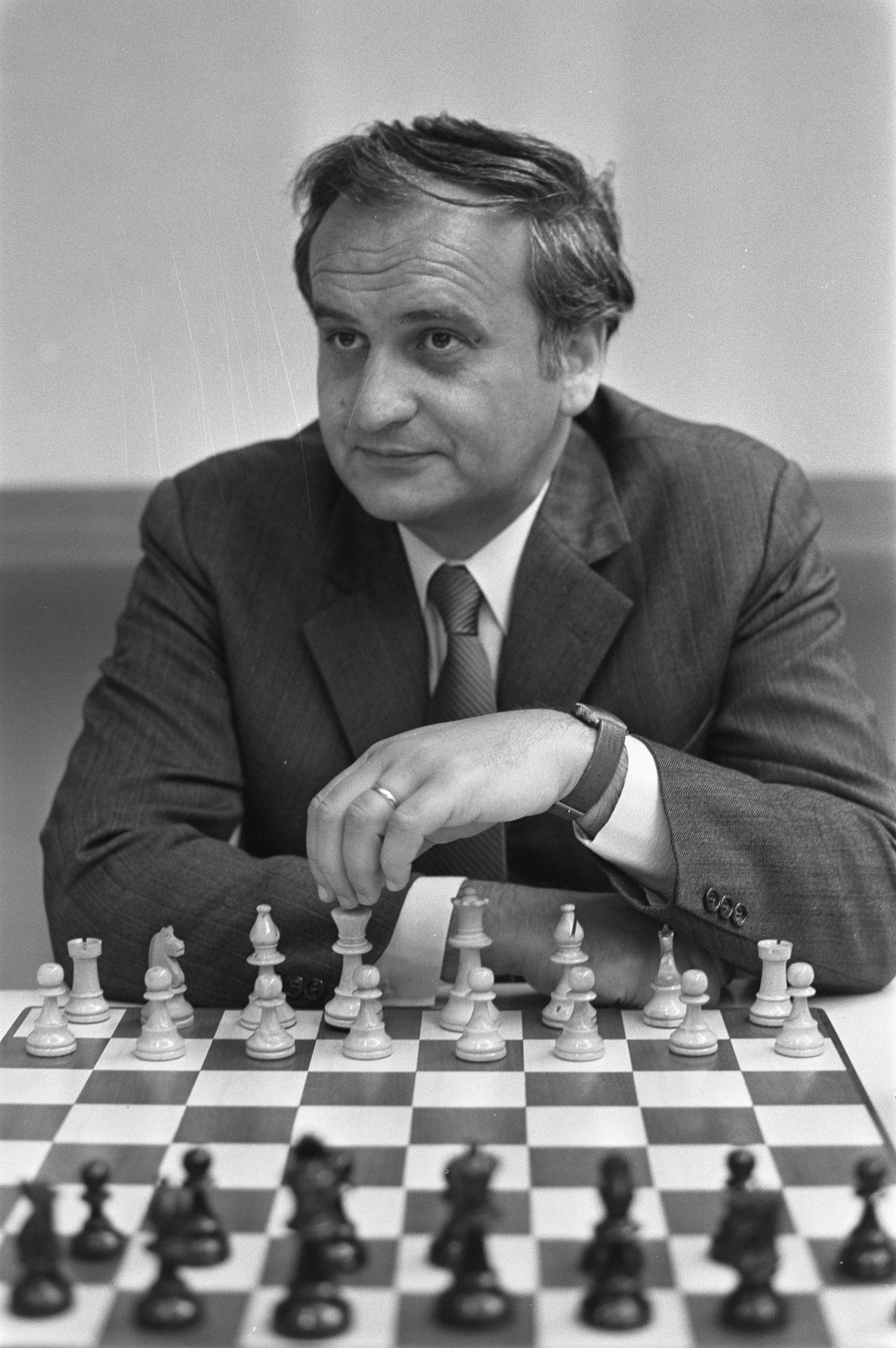
Borislav Ivkov en 1972.

En 1964, Borislav Ivkov terminait 7e du tournoi interzonal d'Amsterdam de 1964, avec un score de 15/23. Profitant du règlement qui limite à cinq (sur huit participants) le nombre de joueurs soviétiques qui participent au tournoi des candidats, il était sélectionné pour les matchs des candidats l'année suivante (1965). Il perdit en quart de finale son match contre Bent Larsen 2,5-5,5. Il domine le tournoi mémorial Capablanca de 1965 mais il commet une erreur décisive contre le modeste cubain Gilbert Garcia au 36e coup et préfère abandonner dans cet avant-dernier match.
Borislav Ivkov joua dans quatre autres interzonaux, mais ne parvint plus au niveau des matchs des candidats. Il manqua de se qualifier de justesse en 1979, à l'âge de 46 ans :
- 1967, Sousse : 11/21, ex æquo 12e-13e;
- 1970, Palma de Majorque : 10,5/23, 14e;
- 1973, Petrópolis : 9/17, ex æquo 9e-10e;
- 1979, Rio de Janeiro : 10/18, 5e.

Ivkov joua au 10e échiquier dans le match URSS contre le reste du monde de 1970 à Belgrade, mais perdit 3-1 face à Paul Keres.

### Sommet de la carrière
1965
- La Havane 1965 : 2e-4e place avec Efim Geller et Fischer, et bat le vainqueur Smyslov et Fischer[2]
- Championnat de Yougoslavie à Titograd 1965 : 2e place ex æquo avec 11,5/18.
- Zagreb 1965, 1er avec Wolfgang Uhlmann avec 13,5/19, devant Tigran Petrossian, Lajos Portisch, Larsen et Bronstein.

1966
- Venise : 1er avec 5/7.
- Tournoi de Beverwijk : 4e avec 10/15 (victoire de Polougaïevski).
- Eersel Agio : 1er avec 4/5
- Coupe  Piatigorsky à Santa Monica : score négatif (victoire de Spassky).
- Championnat open du Canada  à Kingston : 2e-3e (victoire de Evans).
- Sarajevo (tournoi Bosna) : 3e ex æquo avec 10/15, derrière Mikhaïl Tal et Dragoljub Ciric.
- Palma de Majorque : 4e avec 9,5/15, derrière Tal.

1967
- Championnat de Yougoslavie à Kraljevo : 2e-6e (victoire de Matulović)
- Maribor : 3e-5e avec 9/15 (victoire de Unzicker devant Reshevsky)
- Palma de Majorque : 6e avec 10/17 (victoire de Larsen devant Botvinnik, Smyslov, Portisch et Gligorić)
- Sarajevo : 1er ex æquo avec Leonid Stein
- Tournoi zonal de Vrnjačka Banja : 1er avec 12/17, le qualifiant pour l'interzonal de Sousse (onzième avec 11/21)

1968 et 1969
- Malaga (tournoi Costa del Sol) : 1er-2e, ex æquo avec Dražen Marović en 1968 avec 7,5/11, ex æquo avec Pal Benko en 1969

1969
- Zonal de Raach (Autriche) : 2e-5e, avec Lajos Portisch, Jan Smejkal et Ulf Andersson (victoire de Uhlmann), Ivkov remporte un match de départage, le qualifiant pour l'interzonal
- Vršac : 3e avec 9,5/15 (victoire de Dragoljub Janosevic devant Pal Benko)

1970
- Wijk aan Zee : 3e (victoire de Taïmanov devant Hort)
- Budapest : 3e-4e avec 8,5/15 (victoire de Kérès devant Szabo)
- Caracas : 4e-6e avec 11,5/17 (victoire de Kavalek devant Stein et Panno), gagnant sa partie contre Anatoli Karpov
- Stockholm : 1er avec 6,5/9
- Rovinj-Zagreb : 7e-8e avec 9/17 (victoire de Fischer),

1971
- Wijk aan Zee : 2e-5e avec 9,5/15, derrière Kortchnoï

1972
- Tournoi zonal de Caorle : 1er-2e ex æquo avec Ljubojevic avec 12/17 le qualifiant pour l'interzonal de 1973
- Championnat de Yougoslavie à Umag-Katoro : Champion avec 12/19

1973
- Bouang : 2e-3e avec 6,9/9 derrière Lubomir Kavalek
- Tournoi interzonal de Petropolis : 9e-10e avec 9/17

1974
- Amsterdam (tournoi IBM) : 1er-3e ex æquo avec Vlastimil Jansa et Vladimir Toukmakov.

### Fin de carrière
Borislav Ivkov quitte le top 40 mondial après 1975, et se fait plus rare dans les tournois de haut niveau. Il remporte cependant encore quelques résultats remarquables : 
- Chtip 1977 : 2e avec 8,5/13, derrière Vlastimil Hort
- Bor 1984 : 2e-4e 8,5/13 derrière Slobodan Martinović
- La Havane 1985 (vingtième mémorial Capablanca) : 1er avec 10/13
- Championnat de Yougoslavie 1991 à Kladovo : 4e-7e avec 9/13
- Championnat du monde senior 1998 à Grieskirchen : 2e-9e avec 8/11 derrière Vladimir Baguirov.
- Mémorial Tigran Petrossian à Moscou en 1999 : 1er ex æquo avec Lajos Portisch
- Mémorial 25e anniversaire Paul Keres à Vancouver 2000 : 2e-4e avec 7,5/10 derrière Vladimir Epichine

Borislav Ivkov rédige son autobiographie titrée Mes 64 ans aux échecs et joue encore occasionnellement. Il obtient encore de bons résultats au championnat open du Canada 2007 (fort de 23 grands maîtres) à Ottawa, 41 ans après sa première participation.

## Héritage
Borislav Ivkov a défait cinq champions du monde : Vassily Smyslov, Mikhaïl Tal, Tigran Petrossian, Bobby Fischer, et Anatoli Karpov. Il a aussi marqué des victoires contre les meilleurs joueurs de son temps, excepté Mikhaïl Botvinnik et Paul Keres. Il a des scores négatifs contre Gligoric, Tal et Larsen.
Son style est classique, et il débute aussi bien par 1.e4 que 1.d4 avec les Blancs, ce qui complique la préparation de ses adversaires. Avec les Noirs, contre 1.e4 il utilise la défense sicilienne, la défense française et 1...e5, démontrant un vaste répertoire d'ouvertures. Bien qu'il tende habituellement à jouer de façon positionnelle et solide, Ivkov a occasionnellement recours à des tactiques osées quand il en a l'occasion. Au sommet de sa carrière, il a joué dans de nombreux tournois de haut niveau, et finissait très souvent au sommet du classement.

## Une partie
Ivkov-Portisch, Bled, 1961,
1. e4 e6 2. d4 d5 3. Cc3 Fb4 4. e5 c5 5. a3 Fxc3+ 6. bxc3 Dc7 7. Dg4 f5 8. Dg3 Ce7 9. Dxg7 Tg8 10. Dxh7 cxd4 11. Rd1 Fd7 12. Dh5+ Rd8 13. Ce2 Fa4 14. Cf4 Dxe5 15. Df7 Fd7 16. Fd3! Dd6 17. Te1 e5 18. a4!! Fe8 19. De6 Dxe6 20. Cxe6+ Rd7 21. Cc5+ Rc8 22. Txe5 Cbc6 23. Te2 Txg2 24. Fxf5+ Rd8 25. Cxb7+ Rc7 26. Ff4+ Ce5 27. Txe5 Cxf5 28. Te7+! Rc6 29. Tc7+ Rb6 30. Tb1+ Ra6 31. Tc6+!! 1-0.

## Vie privée
Il a épousé Maria Kesic qu'il avait rencontrée lors d'un tournoi en Argentine.